# 拜森 (南达科他州)
拜森（英語：Bison）是美国南达科他州下属的一座城鎮，也是珀金斯縣的縣治。根据2010年美国人口普查，该鎮有人口334人。论人口在本州排行第148。